# Etherius z Auxerre
Svatý Etherius z Auxerre nebo Aetherius žil v 6. století a byl biskupem Auxerre. Byl nástupcem svatého Romana ze Subiaca. Podporoval řeholní expanzi a bránil církev proti sekularizaci. Zemřel roku 573 a jeho tělo bylo pohřbeno v kostele svatého Heřmana.
Jeho svátek se slaví 27. července.